# Міста Полтавської області

Полтавська область на карті України

До складу Полтавської області входять 16 міст. Найбільшим за населенням є Полтава з населенням у 310 755 особи за даними Державної служби статистики України від 1 січня 2022 року.
Отримати статус міста в України мають право населені пункти, які мають населення понад 10 000 осіб. Цей статус мають чимало міст, які не задовольняють цій вимозі, виходячи з їхнього історичного, економічного або географічного значення. До міської території часто входять прилеглі поселення, які становлять з ним єдину соціальну, економічну та історичну спільність.
У списку показані міста та містечка Полтавської області, офіційні назви українською мовою, їхня площа, населення, район, географічні координати адміністративних центрів, мовний склад (зазначені мови, що становлять понад 1% від населення за даними Всеукраїнського перепису населення 2001 року), положення на карті області. 
Обласне значення мають 6 міст Полтавської області: Гадяч, Горішні Плавні, Кременчук, Лубни, Миргород, Полтава. Районне значення мають 10: Глобине, Гребінка, Заводське, Зіньків, Карлівка, Кобеляки, Лохвиця, Пирятин, Решетилівка, Хорол.

### Міста
| Назва          | Зображення | Площа (км²) | Населення (за роками перепису та державної статистики) | Населення (за роками перепису та державної статистики) | Район               | Рідна мова (2001)                      | Карта |
| Назва          | Зображення | Площа (км²) | 2001                                                   | 2022                                                   | Район               | Рідна мова (2001)                      | Карта |
| -------------- | ---------- | ----------- | ------------------------------------------------------ | ------------------------------------------------------ | ------------------- | -------------------------------------- | --- |
| Гадяч          |            | 17.78       | 22267                                                  | 22851                                                  | Миргородський район | українська — 95.28% російська — 4.30%  | 50°22′02″ пн. ш. 33°59′20″ сх. д. / 50.36722° пн. ш. 33.98889° сх. д.ГадячГадяч (Полтавська область)                   |
| Глобине        |            | 17          | 12801                                                  | 8955                                                   | Кременчуцький район | українська — 95.41% російська — 4.6%   | 49°23′25″ пн. ш. 33°15′01″ сх. д. / 49.39028° пн. ш. 33.25028° сх. д.ГлобинеГлобине (Полтавська область)               |
| Горішні Плавні |            | 110.9       | 51832                                                  | 49854                                                  | Кременчуцький район | українська — 72.18% російська — 27.21% | 49°02′41″ пн. ш. 33°35′19″ сх. д. / 49.04472° пн. ш. 33.58861° сх. д.Горішні ПлавніГорішні Плавні (Полтавська область) |
| Гребінка       |            | 9           | 11562                                                  | 10541                                                  | Лубенський район    | українська — 94.8% російська — 5.34%   | 50°07′30″ пн. ш. 32°26′24″ сх. д. / 50.12500° пн. ш. 32.44000° сх. д.ГребінкаГребінка (Полтавська область)             |
| Заводське      |            | 12.93       | 9026                                                   | 7712                                                   | Миргородський район | українська — 96.96% російська — 2.67%  | 50°24′07″ пн. ш. 33°22′36″ сх. д. / 50.40194° пн. ш. 33.37667° сх. д.ЗаводськеЗаводське (Полтавська область)           |
| Зіньків        |            | 11          | 10393                                                  | 9168                                                   | Полтавський район   | українська — 96.83% російська — 2.89%  | 50°12′28″ пн. ш. 34°21′50″ сх. д. / 50.20778° пн. ш. 34.36389° сх. д.ЗіньківЗіньків (Полтавська область)               |
| Карлівка       |            | 16          | 17849                                                  | 14045                                                  | Полтавський район   | українська — 95.65% російська — 3.97%  | 49°27′17″ пн. ш. 35°07′50″ сх. д. / 49.45472° пн. ш. 35.13056° сх. д.КарлівкаКарлівка (Полтавська область)             |
| Кобеляки       |            | 15          | 11968                                                  | 9465                                                   | Полтавський район   | українська — 95.66% російська — 3.84%  | 49°08′36″ пн. ш. 34°12′01″ сх. д. / 49.14333° пн. ш. 34.20028° сх. д.КобелякиКобеляки (Полтавська область)             |
| Кременчук      |            | 96          | 232960                                                 | 215271                                                 | Кременчуцький район | українська — 75.48% російська — 23.94% | 49°04′47″ пн. ш. 33°25′57″ сх. д. / 49.07972° пн. ш. 33.43250° сх. д.КременчукКременчук (Полтавська область)           |
| Лохвиця        |            | 30.88       | 12307                                                  | 11014                                                  | Миргородський район | українська — 96.65% російська — 3.9%   | 50°21′28″ пн. ш. 33°15′57″ сх. д. / 50.35778° пн. ш. 33.26583° сх. д.ЛохвицяЛохвиця (Полтавська область)               |
| Лубни          |            | 45.6        | 52218                                                  | 44089                                                  | Лубенський район    | українська — 91.6% російська — 8.61%   | 50°00′58″ пн. ш. 32°59′19″ сх. д. / 50.01611° пн. ш. 32.98861° сх. д.ЛубниЛубни (Полтавська область)                   |
| Миргород       |            | 42          | 41275                                                  | 37886                                                  | Миргородський район | українська — 88.26% російська — 11.34% | 49°57′57″ пн. ш. 33°36′41″ сх. д. / 49.96583° пн. ш. 33.61139° сх. д.МиргородМиргород (Полтавська область)             |
| Пирятин        |            | 18          | 16560                                                  | 14988                                                  | Лубенський район    | українська — 93.41% російська — 6.27%  | 50°14′10″ пн. ш. 32°30′04″ сх. д. / 50.23611° пн. ш. 32.50111° сх. д.ПирятинПирятин (Полтавська область)               |
| Полтава        |            | 122         | 310755                                                 | 279593                                                 | Полтавський район   | українська — 85.39% російська — 14.6%  | 49°35′22″ пн. ш. 34°33′04″ сх. д. / 49.58944° пн. ш. 34.55111° сх. д.ПолтаваПолтава (Полтавська область)               |
| Решетилівка    |            | 9           | 9403                                                   | 9021                                                   | Полтавський район   | українська — 96.70% російська — 2.77%  | 49°33′31″ пн. ш. 34°04′45″ сх. д. / 49.55861° пн. ш. 34.07917° сх. д.РешетилівкаРешетилівка (Полтавська область)       |
| Хорол          |            | 11          | 14643                                                  | 12540                                                  | Лубенський район    | українська — 97.21% російська — 2.63%  | 49°46′56″ пн. ш. 33°16′26″ сх. д. / 49.78222° пн. ш. 33.27389° сх. д.ХоролХорол (Полтавська область)                   |